# Maître des Portraits Baroncelli

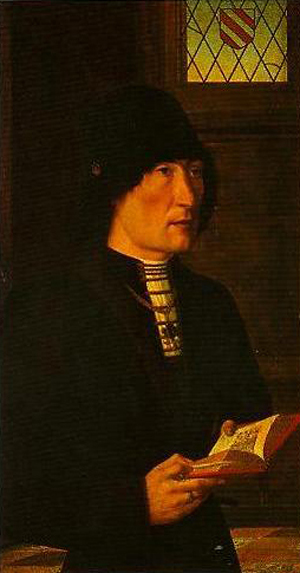
Portrait de Pierantonio Baroncelli.

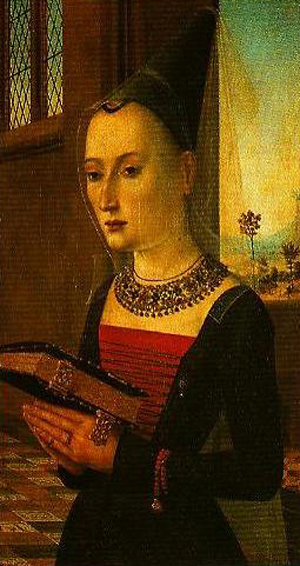
Portrait de Maria Bonciani.

Le Maître des Portraits Baroncelli (en italien : Maestro dei ritratti Baroncelli) est le nom donné à un maître anonyme belge actif vers 1490-1500, à Bruges.

## Biographie
Ce maître est probablement un élève de Hans Memling. Son nom est issu de portraits de plusieurs membres de la famille Baroncelli, actifs à Bruges en tant que représentants des Pazzi, puis de la Banque des Médicis.
À partir des caractéristiques stylistiques de ces portraits, les historiens de l'art ont attribué d'autres œuvres à ce maître.

## Œuvres
- Portrait de Pierantonio Baroncelli et de son épouse Maria Bonciani, diptyque, huile sur bois, deux panneaux de 56 × 31 cm, Musée des Offices, Florence ;
- Sainte Catherine de Bologne et trois donateurs (1470-1480 env.), Institut Courtauld, Londres[2]
- Portrait de Giacomo di Giovanni d’Antonio Loiani (?) (vers 1489 – 1499), pointe d'argent sur papier (en azzurrognola - gris tirant vers le bleu) 14 × 9,8 cm, Collection Edmond de Rothschild, Musée du Louvre[3];
- La Pentecôte Rapaert, huile sur panneau, 104 × 119,5 cm[4],[5], collection privée belge.